# Colin Baker
Pour les articles homonymes, voir Baker.
Ne doit pas être confondu avec Colin Baker (football).
Colin Baker, né le 8 juin 1943 à Londres, est un acteur britannique connu pour son rôle du sixième Docteur dans la série culte Doctor Who de 1984 à 1986.

## Biographie

### Enfance
Colin Baker est né dans le quartier de Waterloo à Londres en 1943. Tandis que son père effectuait son service militaire, il part avec sa mère à Rochdale dans le nord de l'Angleterre et étudie au St Bede's College de Manchester. Après avoir fait des études de droit pour être solliciteur, il rejoint à l'âge de 23 ans la London Academy of Music and Dramatic Art.

### Débuts

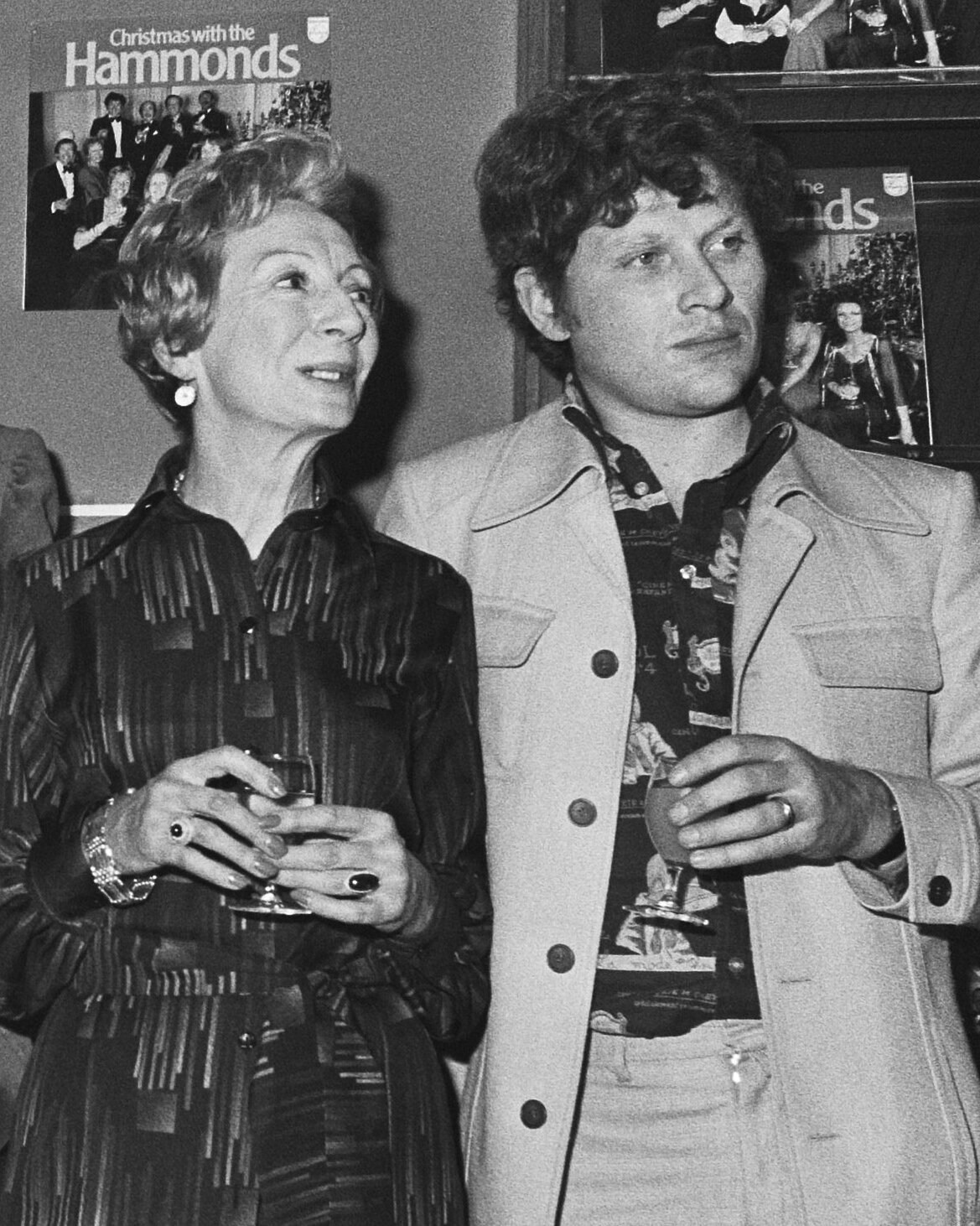
Colin Baker et Jean Anderson en 1976.

Un des premiers rôles pour lequel Colin Baker est engagé est le rôle principal d'une adaptation par la BBC de la trilogie de Jean-Paul Sartre Les Chemins de la liberté. En 1972 il joue le personnage d'Anatole Kouraguine dans une adaptation du livre de Léon Tolstoï La Guerre et la Paix. Durant les années 1970 il devient assez connu pour son rôle du méchant Paul Merroney dans la série The Brothers de 1974 à 1976 Il tient aussi le rôle du prince héritier Guillaume de Prusse dans le dernier épisode de la série historique La Chute des aigles.
En 1980 il apparaît dans un épisode de la série de science fiction Blake's 7 et en 1983, il joue dans une mini-série nommée The Citadel adapté du roman de A. J. Cronin

### Doctor Who
En 1983 Colin Baker fait une première apparition dans la série Doctor Who dans l'épisode « Arc of Infinity » dans le rôle de l'arrogant Commandant Maxil. Il est alors remarqué par le producteur de la série, John Nathan-Turner. Quelques années plus tard, l'acteur jouant le Docteur, Peter Davison quitte le rôle et Nathan-Turner se tourne vers lui. Baker se dit alors assez étonné, pensant que le fait d'avoir tenu un rôle secondaire dans la série lui fermerait cette porte.

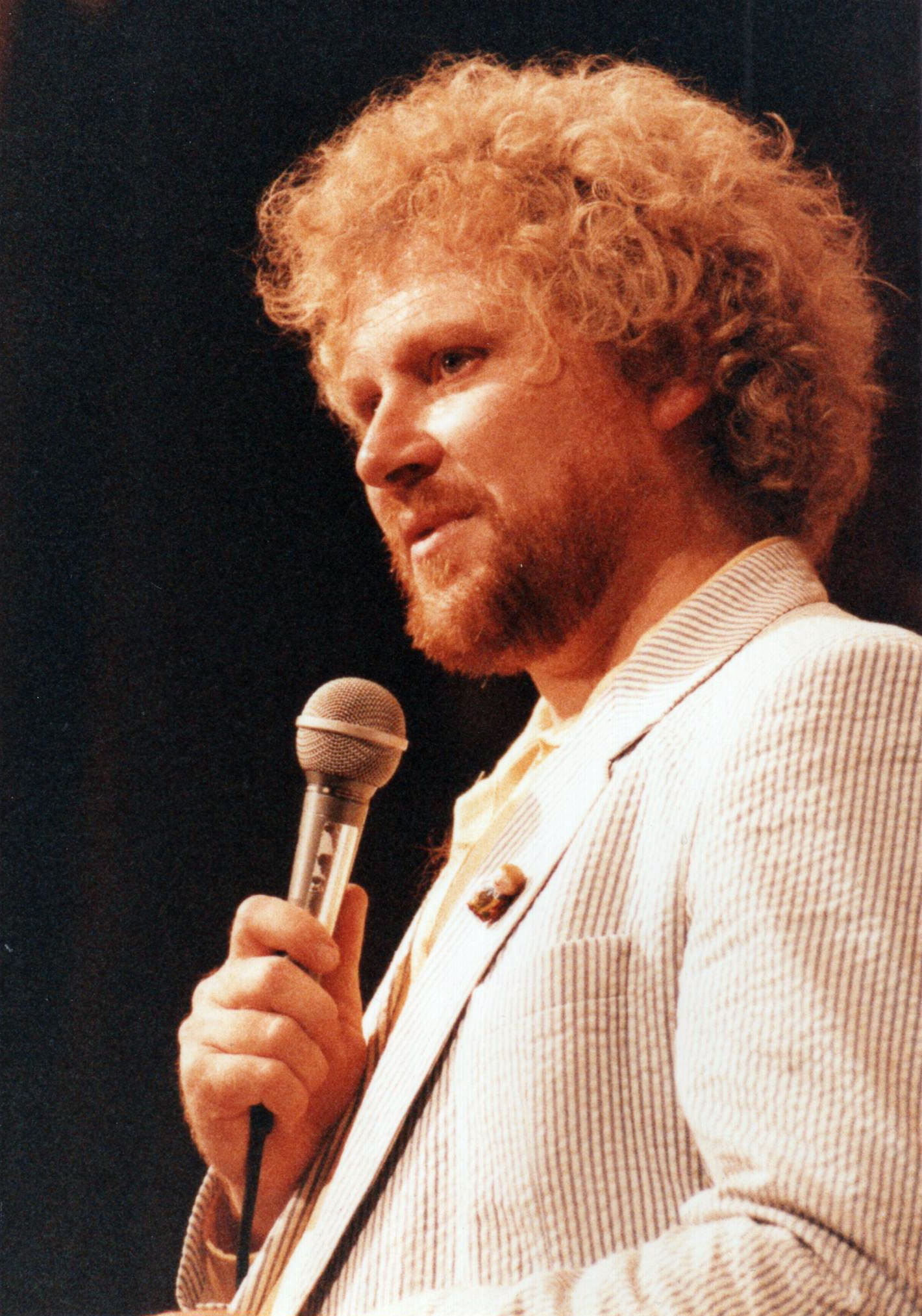
Colin Baker en 1986.

La première apparition du Docteur joué par Baker a lieu à la fin de l'épisode « The Caves of Androzani » où il offre ses premières répliques et la fin de l'épisode montre le visage de Colin Baker à la place de celui de Davison. Baker joue son premier épisode complet la semaine suivante dans l'épisode « The Twin Dilemma. » « I am the Doctor, whether you like it or not » ("je suis le Docteur que vous m'aimiez ou non") est la citation qui conclut « The Twin Dilemma » l'épisode de Doctor Who qui l'introduit.
Toutefois, la série est interrompue par un hiatus de 18 mois en 1984 imposé par le directeur de la BBC, Michael Grade. Celui-ci critiquait la violence de la série et imposa cet arrêt provisoire afin de remanier les scénarios. La série retourne à l'antenne pour sa vingt-troisième saison avec un épisode long d'une saison entière et intitulé The Trial of a Time Lord ("Le procès d'un seigneur du temps") ce qui reflétait le fait que la série était « en procès » à cette époque.
La saison ne fut pas un succès et à l'été 1986, Grade demande le renvoi de Colin Baker. Après de nombreuses négociations, Baker refuse de revenir sur le tournage de la série afin de tourner la scène de la régénération entre lui et Sylvester McCoy. La régénération se fait lors de l'ouverture de l'épisode « Time and the Rani » avec McCoy portant une perruque blonde afin de simuler les cheveux de son prédécesseur.
Baker se dit déçu de son renvoi, étant persuadé qu'il aurait pu rester à l'antenne pendant « au moins huit ans ». Toutefois, il ne tourne pas tout à fait le dos à la série et accepte, du 5 juin au 19 août 1989 d'apparaître une nouvelle fois dans le rôle dans une pièce de théâtre nommée Doctor Who - The Ultimate Adventure en remplacement de Jon Pertwee qui était tombé malade. Il écrit aussi une nouvelle tirée de la série, The Deal, ainsi que des scénarios de BD publiées dans le Doctor Who Magazine. En 1993, il reprend brièvement le rôle aux côtés des autres incarnations du Docteur dans l'épisode spécial consacré aux trente ans de la série « Dimensions in Time. »
Il accepte de présenter des vidéos autour de la série, de faire une voix pour un jeu vidéo Doctor Who: Destiny of the Doctors et de fournir des commentaires audio pour les DVD. En 1991, Baker joue un personnage proche du Docteur dans une série en "direct tout pour la compagnie Bill & Ben Video et nommée "The Stranger" ("l'étranger") dans lesquels de nombreux anciens acteurs de la série Doctor Who reviennent.
En 1999, il se tourne aussi vers des productions audiophoniques tirées de la série. En juin 2014, il a joué dans 84 d'entre elles. Le 4 septembre 2011, il accepte la présidence du 'The Doctor Who Appreciation Society'
En novembre 2013, Baker joue avec Davison et McCoy dans un court-métrage comique hommage à la série nommé The Five(ish) Doctors Reboot.
En 2022 il reprend son rôle lors d’une courte apparition dans l'épisode Le pouvoir du Docteur.

### Carrière post-Doctor Who

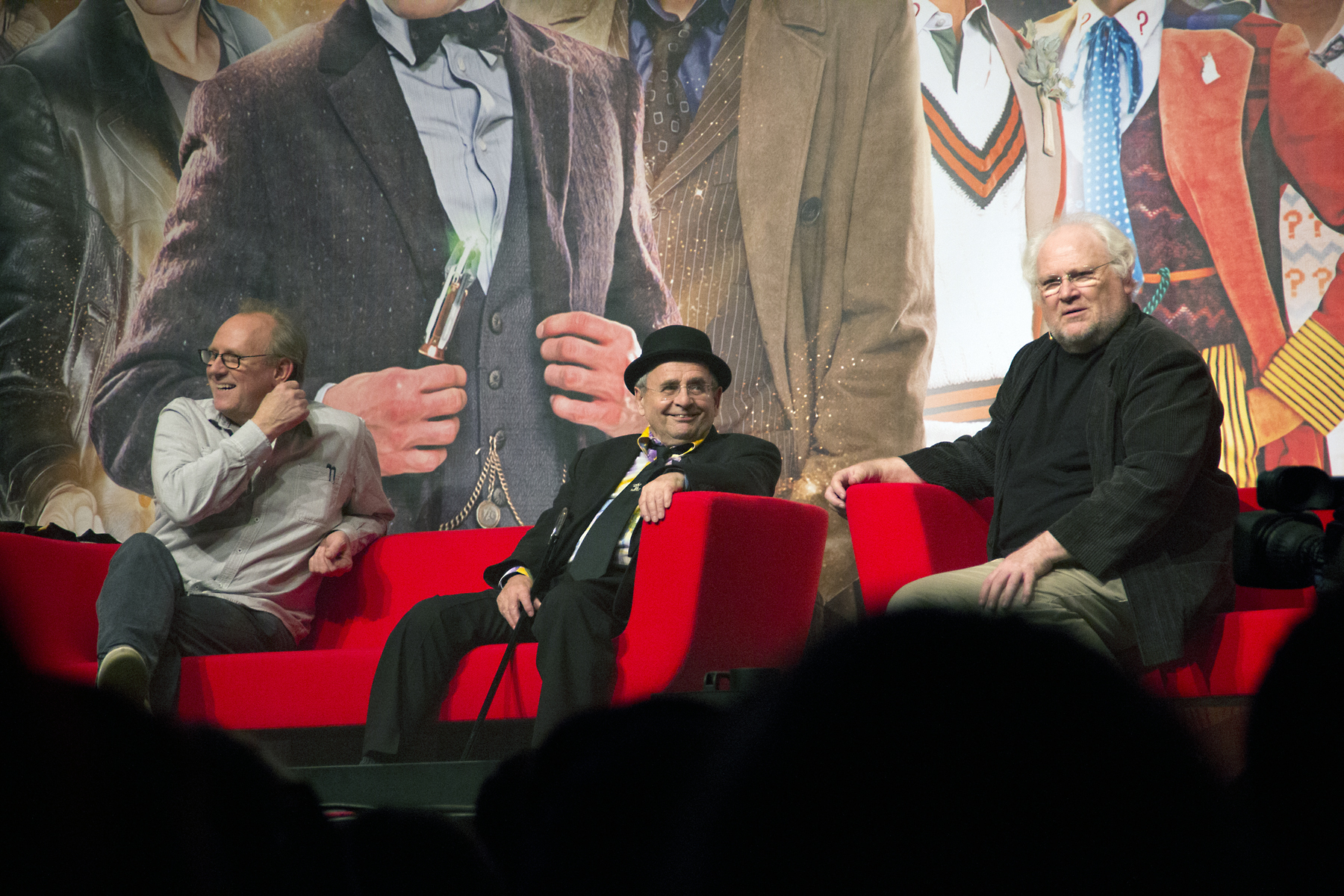
Peter Davison, Sylvester McCoy et Colin Baker en 2013.

Après son renvoi de la série Doctor Who, Baker joue dans de nombreuses pièces de théâtre à travers l'Angleterre.
À la télévision, il réapparait en personnage secondaire sur de nombreuses séries télé comme Casualty, The Bill, Dangerfield, Jonathan Creek, une adaptation pour Channel 4 du livre A Dance to the Music of Time et est un invité récurrent de l'adaptation anglaise de  Des chiffres et des lettres : Countdown.
En 2003, Colin Baker est l'invité de l'émission de voiture Top Gear. En 2005, il participe à un sketch de l'émission comique Little Britain mais celui-ci n'est pas transmis et n'apparaît que dans les scènes coupées de l'édition DVD. Il apparaît aussi dans les séries Kingdom Les Arnaqueurs VIP et dans le soap opéra Doctors. Parallèlement à ses pièces tirées de Doctor Who, Colin Baker joue dans de nombreuses pièces pour la radio.
L'acteur apparaît tardivement au cinéma, en 1999 dans le film anglais The Harpist, en 2000 dans le film The Asylum en 2005 dans D'Artagnan et les trois mousquetaires et en 2010 dans un film indépendant Shadows of a Stranger.
En dehors de sa carrière de comédien, Colin Baker a écrit de 1995 à 2010 une tribune dans un journal local. Une compilation fut sortie en livre sous les noms de Look Who's Talking et de Second Thoughts. Il participe aussi à l'édition 2012 de I'm a Celebrity... Get Me Out of Here !.

## Vie personnelle
La première femme de Colin Baker fut l'actrice Liza Goddard avec laquelle il avait joué dans la série télé The Brothers. Leur mariage ne dura que 18 mois avant d'aboutir à un divorce. Il a épousé en secondes noces l'actrice Marion Wyatt de laquelle Baker aura quatre filles.
Il n'a aucun lien de parenté avec l'acteur Tom Baker qui a tenu le rôle du quatrième Docteur ou avec le couple de scénariste Pip et Jane Baker qui ont scénarisé des épisodes de la série.
Colin Baker a pris position contre la chasse à courre et a signé en 2015 une lettre demandant au premier ministre David Cameron de légiférer contre ce type de chasse.

## Livres
- (en) Colin Baker, Tim Hirst (éditor) et Lee Thompson (design), Look who's talking, Newbury, Hirst Books Ltd distributor Hirst Books Ltd, 2010, 272 p. (ISBN 978-0-955-71492-4, OCLC 657163369)
- (en) Colin Baker, Second thoughts, Andover, Hirst Publishing distributor Hirst Publishing, 2010, 272 p. (ISBN 978-0-956-64176-2, OCLC 743460430)
- (en) Colin Baker, Gallimaufry, Andover, 100 Pub, 2012, 182 p. (ISBN 978-1-907-95902-8, OCLC 830342395).

## Filmographie sélective

### Au cinéma
| Année | Titre                                 | Rôle             | Notes              |
| ----- | ------------------------------------- | ---------------- | ------------------ |
| 1975  | Drive Carefully, Darling              | Cerveau          | Court métrage      |
| 1999  | The Harpist                           | Le Père Rupitsch |                    |
| 2000  | The Asylum                            | Arbuthnot        |                    |
| 2004  | D'Artagnan et les trois mousquetaires | Rutaford         |                    |
| 2014  | Finding Richard                       | Grand-père       | Court métrage      |
| 2014  | Shadows of a Stranger                 | William Fallon   |                    |
| 2014  | A Dozen Summers                       | Le narrateur     | En Post-production |
| 2015  | The Mild Bunch                        | John Harold      | En Post-production |

### À la télévision
| Année     | Titre                                      | Rôle                                  | Notes                                        |
| --------- | ------------------------------------------ | ------------------------------------- | -------------------------------------------- |
| 1970      | The Adventures of Don Quick                | Rebel                                 | Épisode: People Isn't Everything             |
| 1970      | Happy Ever After                           | Réceptioniste                         | Épisode: The Ambassador                      |
| 1970      | No – That's Me Over Here!                  | non-crédité                           | 2 Épisodes                                   |
| 1970      | Roads to Freedom                           | Claude                                | 3 Épisodes                                   |
| 1971      | The Mind of Mr. J. G. Reeder               | Reigate                               | Épisode: The Shadow Man                      |
| 1971      | Public Eye                                 | Le clerc de la ville                  | Épisode: The Man Who Didn't Eat Sweets       |
| 1971      | La Cousine Bette                           | Le comte Wenceslas Steinbock          | 5 Épisodes                                   |
| 1971      | The Silver Sword                           | Lieutenant Allemand                   | 1 Épisode                                    |
| 1971      | Now Look Here                              | non-crédité                           | 1 Épisode                                    |
| 1972      | War & Peace                                | Anatole Kuragin                       | 4 Épisodes                                   |
| 1972      | La Pierre de lune                          | John Herncastle                       | 1 Épisode                                    |
| 1972      | The Man Outside                            | Glover                                | Épisode: Murder Story                        |
| 1972      | Villains                                   | Un reporter                           | Épisode: His Dad Named Him After the General |
| 1973      | The Edwardians                             | Joseph Laycock                        | Épisode: Daisy                               |
| 1973      | Harriet's Back in Town                     | Mike Baker                            | 2 Épisodes                                   |
| 1973      | Les Mystères d'Orson Welles                | George Barclay                        | Épisode: A Terribly Strange Bed              |
| 1974      | Within These Walls                         | David Jenkins                         | Épisode: Prisoner by Marriage                |
| 1974      | The Carnforth Practice                     | Bob Anderson                          | Épisode: Undue Influence                     |
| 1974      | La Chute des aigles                        | Guillaume de Prusse                   | 2 Épisodes                                   |
| 1974–1976 | The Brothers                               | Paul Merroney                         | 46 Épisodes                                  |
| 1979      | Doctors and Nurses                         | Mr. Bennett                           | Épisode: Mums and Dads                       |
| 1980      | Blake's 7                                  | Bayban                                | Épisode: City at the Edge of the World       |
| 1980      | For Maddie with Love                       | non-crédité                           |                                              |
| 1981      | Dangerous Davies: The Last Detective       | William Lind                          | Téléfilm                                     |
| 1982      | Juliet Bravo                               | Frankie Miller                        | Épisode: The Intruder                        |
| 1983      | The Citadel                                | Mr. Vaughan                           | 1 Épisode                                    |
| 1983      | Doctor Who                                 | Commandant Maxil                      | « Arc of Infinity »                          |
| 1984      | Swallows and Amazons Forever!: Coot Club   | Dr Dudgeon                            | Téléfilm                                     |
| 1984      | Swallows and Amazons Forever!: The Big Six | Dr. Dudgeon                           | Téléfilm                                     |
| 1984–1986 | Doctor Who                                 | Le Docteur (sixième incarnation)      | 32 Épisodes                                  |
| 1985      | Jim'll Fix It                              | Le Docteur                            | Épisode: A Fix with Sontarans                |
| 1986      | Roland Rat                                 | Le Docteur                            | 1 Épisode                                    |
| 1989      | Myth Makers Vol. 19: Colin Baker           | Lui-même                              | Direct-to-video                              |
| 1989      | Casualty                                   | Colin Miles                           | Épisode: Accidents Happen                    |
| 1992      | Summoned by Shadows                        | L'étranger                            | Direct-to-video                              |
| 1992      | More Than a Messiah                        | L'étranger                            | Direct-to-video                              |
| 1992      | Cybermen: The Early Years                  | Presentateur                          | Direct-to-video                              |
| 1993      | Les Aventures du jeune Indiana Jones       | Harry George Chauvel                  | Épisode: Palestine, Octobre 1917             |
| 1993      | Doctor Who: Dimensions in Time             | Le Docteur (sixième incarnation)      | Court métrage télé                           |
| 1993      | The Stranger: In Memory Alone              | L'étranger                            | Direct-to-video                              |
| 1993      | The Airzone Solution                       | Arnold Davies                         | Direct-to-video                              |
| 1994      | The Zero Imperative                        | Peter Russell                         | Direct-to-video                              |
| 1994      | The Stranger: The Terror Game              | L'étranger / Soloman                  | Direct-to-video                              |
| 1994      | Breach of the Peace                        | L'étranger / Soloman                  | Direct-to-video                              |
| 1995      | Harry's Mad                                | Mr. Perkins                           | Épisode: Meaty Chunks                        |
| 1995      | Eye of the Beholder                        | L'étranger / Soloman                  | Video                                        |
| 1997      | Le Club des cinq                           | Le faux Mr. Brent                     | 2 Épisodes                                   |
| 1997      | Jonathan Creek                             | Hedley Shale                          | The Wrestler's Tomb                          |
| 1997      | The Bill                                   | Donald Dewhurst / Desmond Dewhurst    | 4 Épisodes                                   |
| 1997      | A Dance to the Music of Time               | Canon Fenneau                         | Épisode: Post War                            |
| 1997      | The Bill                                   | William Guthrie                       | Épisode: Going Down                          |
| 1998      | Casualty                                   | David Vincent                         | Épisode: An Eye for an Eye                   |
| 1999      | Sunburn                                    | John Buchanan                         | 1 Épisode                                    |
| 1999      | The Waiting Time                           | Giles Fleming                         | Téléfilm                                     |
| 1999      | Dangerfield                                | Vicar                                 | Épisode: Haunted                             |
| 1999      | Soul's Ark                                 | Galico                                | Direct-to-video                              |
| 2000      | Hollyoaks                                  | The Judge                             | 1 Épisode                                    |
| 2000      | Time Gentlemen Please                      | Le professeur Baker                   | Épisode: Day of the Trivheads                |
| 2000      | TravelWise                                 | Jonathan                              | Direct-to-video                              |
| 2001      | Doctors                                    | Jack Howard                           | Épisode: Matters of Principle                |
| 2002      | Doctor Who: Real Time                      | Le Docteur (sixième incarnation)      | 6 Épisodes                                   |
| 2003      | Top Gear                                   | Le Docteur                            | 1 Épisode                                    |
| 2004      | The Impressionable Jon Culshaw             | Mr. Allen                             | 1 Épisode                                    |
| 2006      | The Afternoon Play                         | Le Juge                               | Épisode: Your Mother Should Know             |
| 2006      | Doctors                                    | Charles Dillon                        | Épisode: Honourable Gentlemen                |
| 2009      | Kingdom                                    | Mr. Dodds                             | 1 Épisode                                    |
| 2009      | Doctors                                    | Le Professeur Claybourne Jarvis       | Épisode: The Romantics                       |
| 2011      | Doctors                                    | Augustus Bloom                        | Épisode: Every Heart That Beats              |
| 2013      | The Five(ish) Doctors Reboot               | Himself                               | Téléfilm                                     |
| 2015      | Star Trek Continues                        | Ministre Amphidamas                   | Épisode: The White Iris                      |
| 2022      | Doctor Who : The Eternal Mystery           | Le Docteur (sixième incarnation) voix | Mini-épisode                                 |
| 2022      | Doctor Who                                 | Le Docteur (sixième incarnation)      | Épisode: Le Pouvoir du Docteur               |
| 2023      | Tales of the TARDIS                        | Le Docteur (sixième incarnation)      | Épisode: Vengeance on Varos                  |